# Palazzo della Ragione (Pádua)

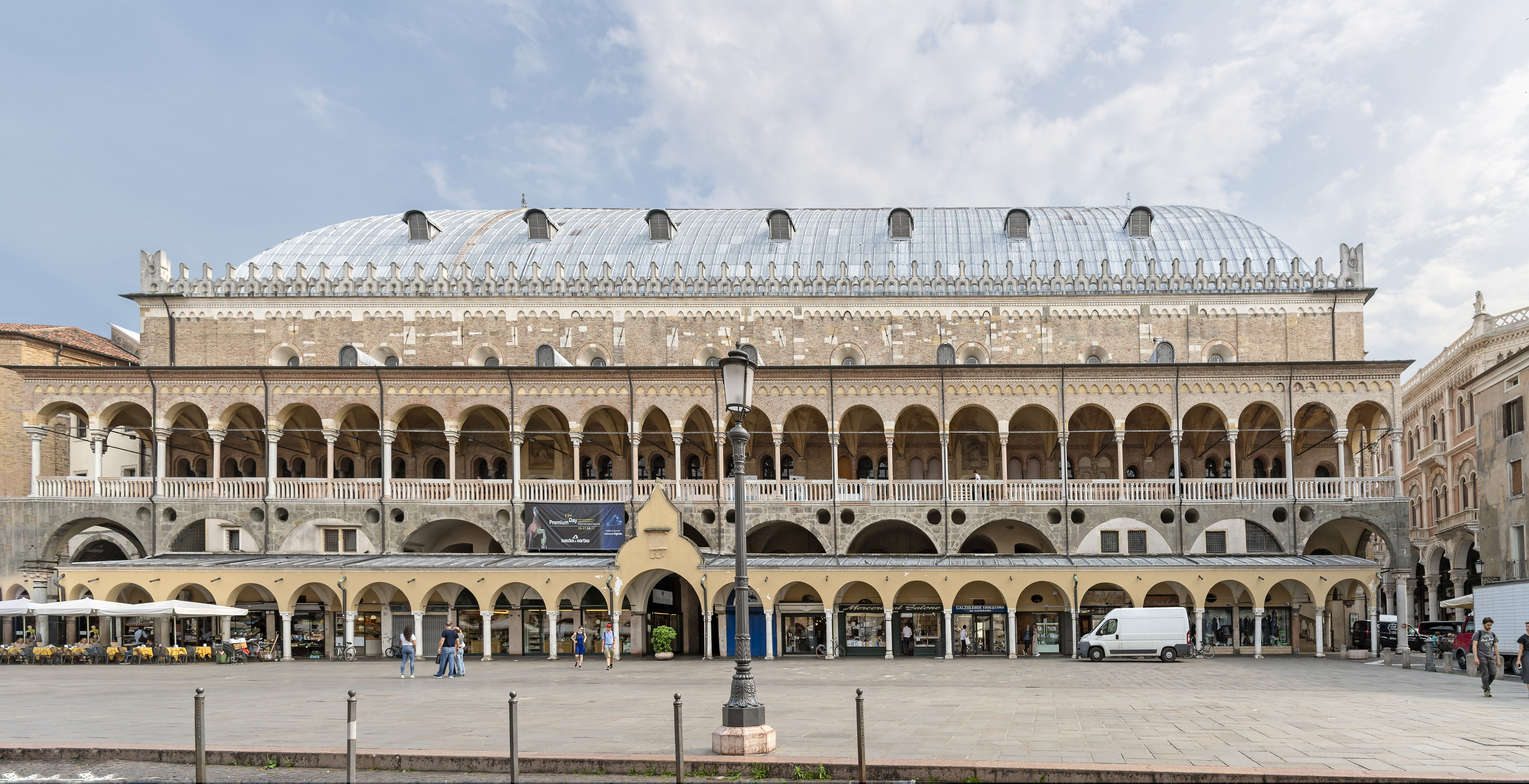
O Palazzo della Ragione visto da Piazza della Frutta.

O Palazzo della Ragione (em português: Palácio da Razão), também chamado de Salone por metonímia, é um grande edifício civil de Pádua, antiga sede do governo e dos tribunais da cidade. Apresenta o aspecto típico de Palazzo della Ragione, o edifício mais característico da época comunal em todas as cidades da região do norte de Itália.

## História
O Palazzo della Ragione foi construído em 1218 e logo ampliado em 1306 por Giovanni degli Eremitani, que lhe deu a sua cobertura característica em forma de casco de navio virado (tecto carenado).
Frente à fachada oeste do Salone surge o Palazzo delle Debite, que estava ligado ao próprio Salone por uma passagem elevada, através da qual eram trazidos ao Palazzo della Ragione os devedores condenados, uma vez que o Palazzo delle Debite era, precisamente, a prisão dos devedores insolventes.

## Descrição
A planta superior está ocupada pela maior sala pênsil do mundo, o Salone (Salão). Trata-se de um espaço retangular com 81 metros de comprimento, 27 de largura e 27 de altura. O teto é constituido por uma imensa abóbada de madeira em forma de carena de navio.
Os afrescos originais, atribuídos a Giotto, foram destruídos por um incêndio em 1420. O salão foi logo decorado com um conjunto de afrescos realizados entre 1425 e 1440, que formam um ciclo grandioso sobre o tema da astrologia, segundo um estudo de Pietro d'Abano.

## O Palazzo della Ragione na actualidade

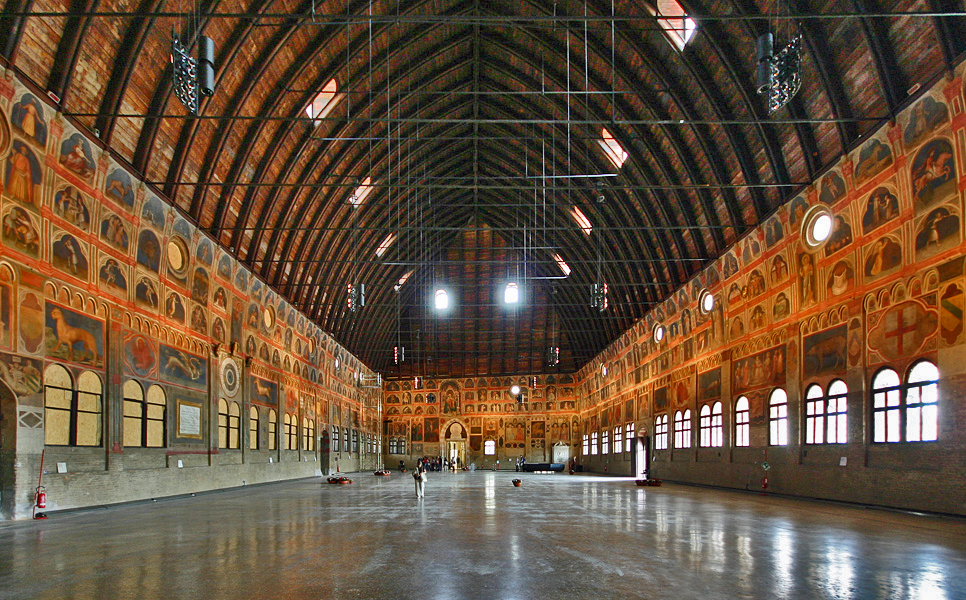
Vista interior do Salone.

O Salone divide duas grandes praças, a Piazza delle Erbe e a Piazza della Frutta, sedes dos mercados padovanos. A passagem coberta entre as duas praças é chamada de Volto della Corda. O nome deriva dos tratos de corda que, na Idade Média ali eram administrados aos comerciantes que enganavam nas medidas. A pena consistia em levantar o réu pelos pulsos ligados atrás das costas até uma altura de 3-4 metros e depois deixá-lo cair.
O Salone conserva um gigantesco cavalo de madeira, cópia do monumento renascentista a Gattamelata, por Donatello, assim como duas esfínges do Egipto levadas no século XIX por Giovanni Battista Belzoni. Recentemente, num canto do Salone foi exposto um pêndulo de Foucault, sublinhando a importância que Pádua sempre outorgou aos descobrimentos científicos.
No Salone está, ainda, conservada a pedra de Vituperio, sobre a qual os devedores eram obrigados a bater por três vezes as nádegas depois de serem despidos (a prática deu origem à expressão restare in brache di tela - "ficar em calças de tela").
Sob o Salone, ao longo de duas galeras paralelas, encontram lugar numerosas e características lojas de géneros alimentares.
Em correspondência com uma das quatro esquinas do palácio, na parede externa estão esculpidas algumas unidades de medida que eram usadas pelos mercadores para evitar discussões sobre a quantidade de mercadorias trocadas.
Como ideal conjungação com a sua primitiva função, está fisicamente ligado, a oriente, à actual sede municipal.

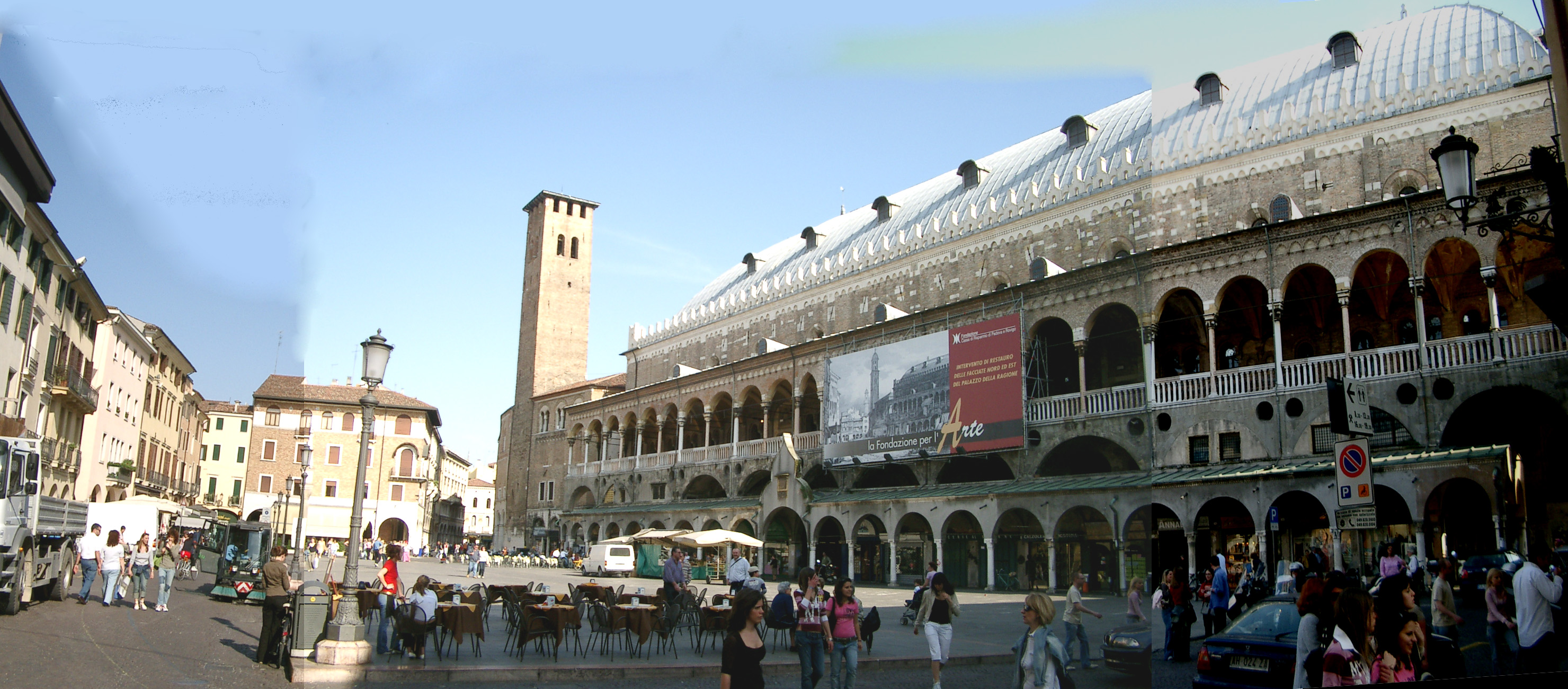
O Palazzo della Ragione visto da Piazza delle Frutta
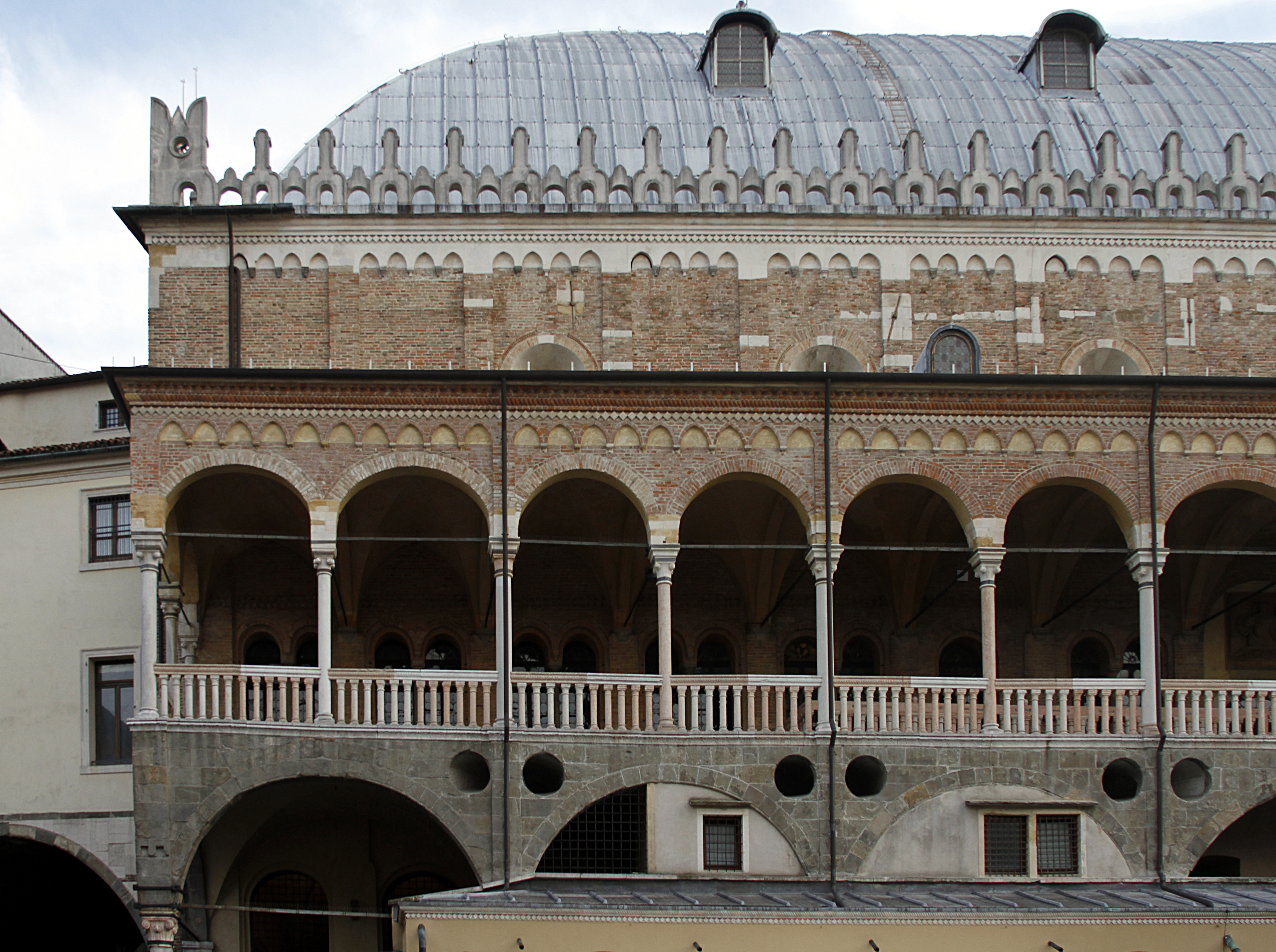
O Palazzo della Ragione visto da Piazza delle Erbe
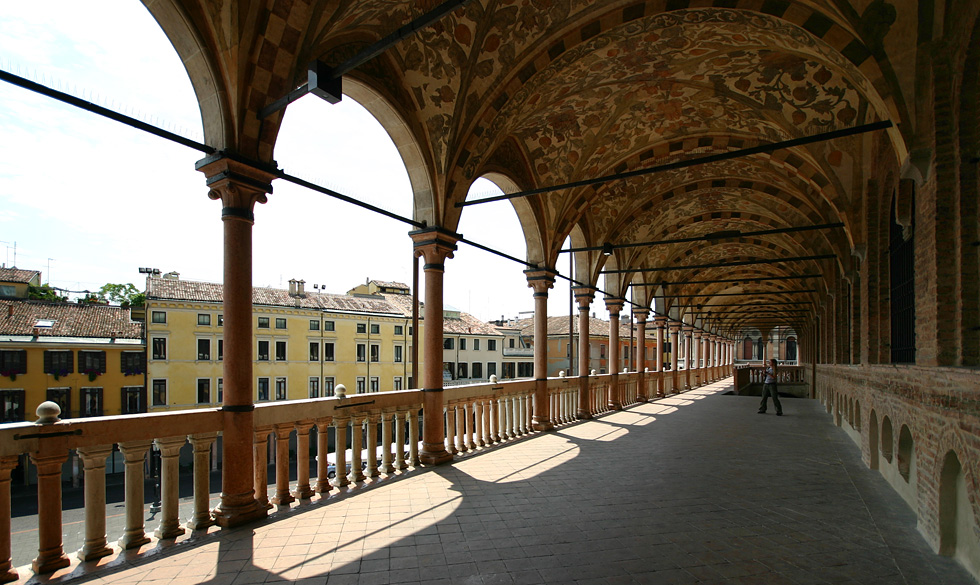
Vista da arcada
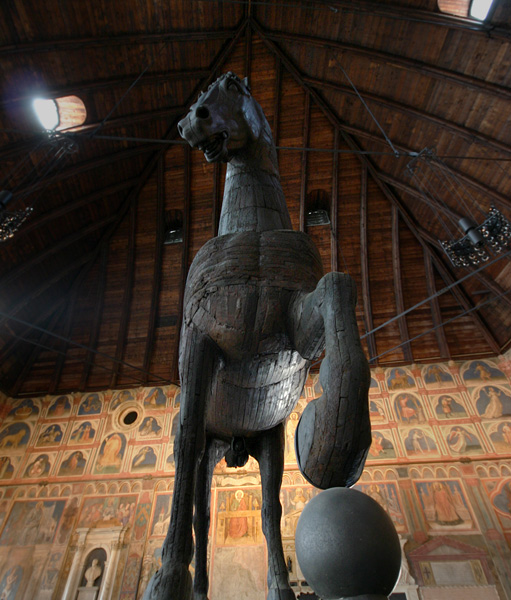
Cópia do cavalo de madeira de Donatello
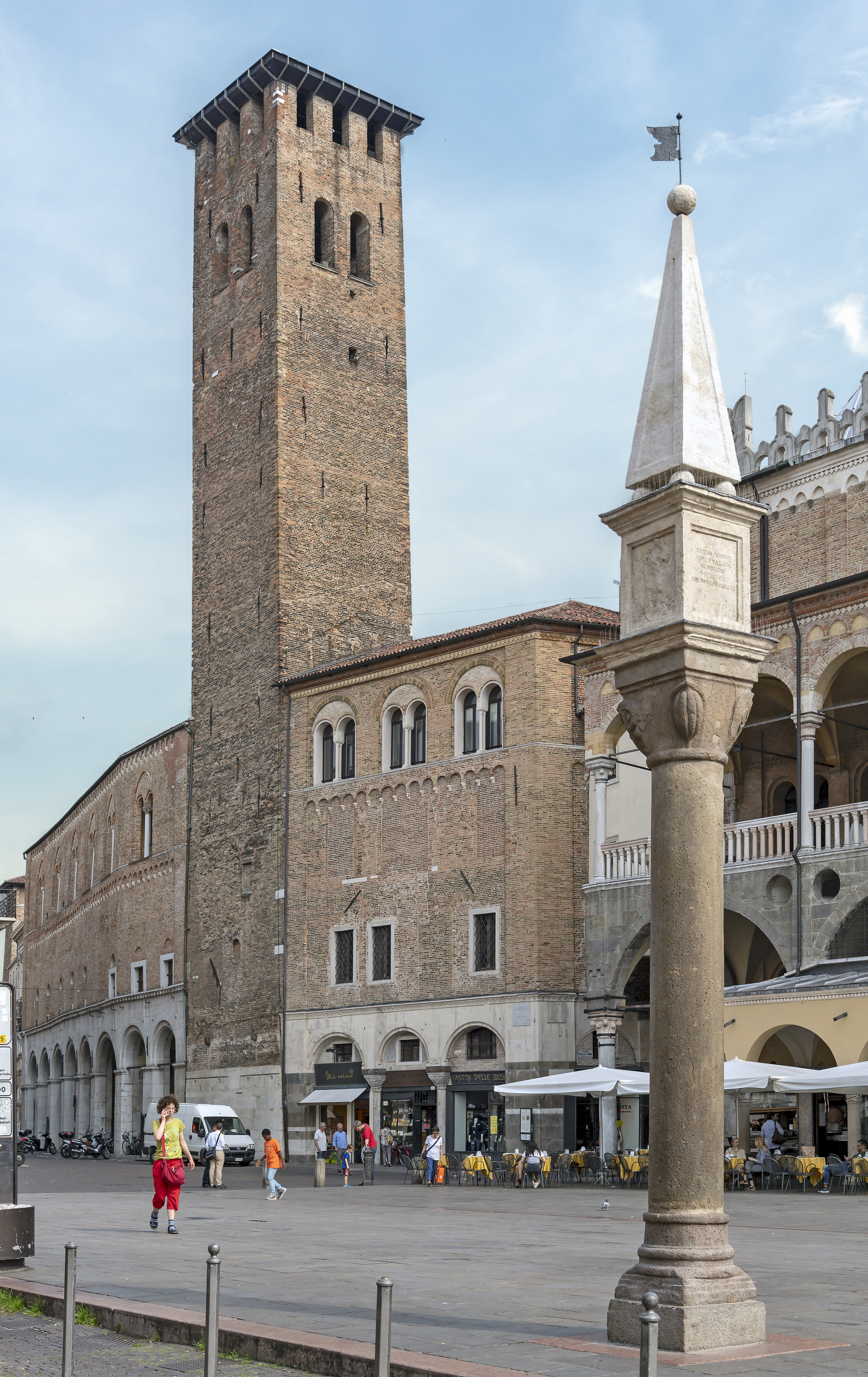
A Torre degli Anziani